# Edu K
Eduardo Dornelles (Porto Alegre, 8 de novembro de 1969) é um músico e produtor musical brasileiro, mais conhecido por seu nome artístico Edu K. É mais conhecido pelo seu trabalho como vocalista da banda de rock brasileira DeFalla.
Com o hiato da banda em 2004, Edu começou a trabalhar em sua carreira solo internacional voltada para a música eletrônica. Em 2009 também anunciou seu envolvimento como vocalista da banda de glam rock brasileira Teenage Disco Hell e de outra, com ex-membros do DeFalla, ainda sem nome divulgado. Durante as décadas de 1980 e 1990, Edu também participou de uma série de bandas de rock como A Vingança De Montezuma", Groo Brothers' e Elektra. Em 2015 participou da oitava edição do reality show A Fazenda, onde foi o segundo eliminado, onde perdeu uma roça contra Mara Maravilha, Edu recebeu 42,20% para permanecer no jogo.

## Defalla (1986-1993)
Em meados da década de 1980, Edu K montou o DeFalla (antes Fluxo) que, sobre orientação musical voltada ao pós-punk, participou da coletânea Rock Grande do Sul. De 1988 a 1992, a banda lançou 5 discos (um por ano), com expressivas variações musicais entre um e outro, transitando entre estilos como pós-punk, heavy metal, hard rock, funk e eletrônico. Esteticamente, eles se apresentavam com visual excêntrico, com cabelos coloridos, perucas e outros adornos. Em 1993, o DeFalla participou do Hollywood Rock daquele ano, se apresentando para mais de 100.000 pessoas. O festival foi responsável por trazer artistas como Red Hot Chili Peppers, Nirvana, Alice in Chains e L7 para o Brasil. Durante a apresentação, Edu ficou nu no palco apenas com uma meia nos genitais, segundo ele foi para zoar os Red Hot Chili Peppers, que costumavam se apresentar ao vivo desta maneira, e que iriam tocar depois.

## DeFalla (1996-2004)
No ano seguinte, Edu retirou-se da banda e iniciou uma curta carreira solo com o disco "Meu Nome é Edu K", voltado ao rap comercial. Ele voltou ao DeFalla em 1996, alternando a sonoridade do grupo em frequências cada vez menores. De 1996 à 1998, flertaram com o big beat e o rock industrial (inclusive com o uso de maquiagem pesada e visual andrógino de Edu); de 1998 a 1999, breakbeat/hip-hop (sonoridade semelhante aos Beastie Boys). Em 2000 lançaram o disco "Miami Rock", mesclando estilos como miami bass e rock. A banda ganhou espaço no funk carioca (um derivado do miami bass) - estilo ascendente no Brasil durante a época - com o hit Popozuda Rock'n'Roll e um notório reconhecimento comercial. Mais tarde, Miami Rock o DJ alemão Daniel Haaksman, dono da gravadora Man Recordings, ouviu o disco e convidou Edu para regravar o disco no exterior e projetar sua carreira solo em 2006. Edu permaneceu no Defalla até o ano de 2004, lançando os álbuns Superstar e Sodapop, quando a banda voltou a sua formação original para pequenos shows por todo o país.

## Man Recordings e carreira solo (2004 - 2008)
Edu permaneceu dois anos trabalhando em seu disco, até lançá-lo em  2006 pela gravadora Man Recordings seu segundo disco solo. O disco intitulado de Frenetiko, mistura o funk carioca co miami bass e electro. O lançamento abriu espaço para uma carreira internacional com turnês europeias e em países como Austrália e Israel. Nos anos seguintes, Edu realiza uma série de remixes de artistas internacionais como Don Omar, Gotan Project, Cowgum e Act Yo Age. Em 2008, trechos de seu clipe "Gatas, Gatas, Gatas" (dirigido por Bryan Barber, o mesmo de "Hey Ya!" do Outkast) foram veiculados na propaganda de um celular da Sony Ericsson. A canção  "Popozuda Rock'n'Roll" também participou de campanhas publicitárias internacionais para marcas como Coca-Cola e Nike. No mesmo ano ele lançou os EPs "Party Munky" e "Headbanger", este último pelo selo australiano Sweat It Out!.

## Influências
Edu K afirma que ainda na infância decidiu a carreira musical "ao ver um vídeo de James Brown na televisão". Em outras vezes também cita o jazzista Miles Davis em sua capacidade de, ao vivo, tocar cada canção  de maneira diferente.
| “ | "Já fazia um tempo que eu estava com a ideia de fazer uma banda free jam maluca, tipo Miles Davis, na época do Miles Runs the Voodoo Down, ou Mothers of Invention ou, principalmente, Grateful Dead. Tu percebes que eles têm um tema da música e na hora do show meio que: “Ah, vamos pirar e ver o que acontece”. E eu estava com essa ideia fixa de ter uma banda assim. " | ” |

As mudanças repentinas do DeFalla também são creditadas a Carlos Eduardo Miranda (produtor musical brasileira que na década de 1980 em Porto Alegre, tinha uma banda chamada "Urubu-Rei").
| “ | "Quando eu o conheci (Carlos Eduardo Miranda), todo mês ele inventava versões novas das canções do Urubu Rei e era sempre uma mais legal que a outra. (…) Mal sabia ele, coitado, que ia me criar uma obsessão. O Miranda é o pai da neurose toda que gerou o DeFalla. Mesmo que nós criássemos um molde, nós mesmos quebrávamos depois." | ” |

Em entrevista à Man Recordings em 2006, quando perguntado sobre quais os 10 discos mais influentes em sua carreira, Edu respondeu a seguinte lista:
- 01 - "Bitches Brew" de Miles Davis.
- 02 - "Raw Power" de Iggy Pop & The Stooges.
- 03 - "Exile on Main street" de Rolling Stones.
- 04 - "Niggaz4Life" de N.W.A.
- 05 - "It Takes a Nation of Millions to Hold Us Back" de Public Enemy.
- 06 - "Raising Hell" de Run-D.M.C..
- 07 - "Licensed To Ill" de Beastie Boys.
- 08 - "As Nasty As They Wanna Be" de 2 Live Crew.
- 09 - "Loc-ed After Dark" de Tone Loc.
- 10 - "Never Mind the Bollocks, Here's the Sex Pistols" de Sex Pistols.
- 11 - "Let's Get Lost" de Chet Baker.

Ao se apresentar no Produtores Toddy (iniciativa da MTV brasileira para bandas independentes), outra lista foi publicada:
- 01 -  "Exile On Main Street" de The Rolling Stones.
- 02 -  "Raw Power" de Iggy Pop & The Stooges.
- 03 -  "Bitches Brew" de Miles Davis.
- 04 -  "Discipline" de King Crimson.
- 05 -  "Skin Tight" de The Donnas.
- 06 -  "It Takes a Nation of Millions to Hold Us Back" de Public Enemy.
- 07 -  "Efil4zaggin" de N.W.A..
- 08 -  "Licensed To Ill" de Beastie Boys.
- 09 -  "Never Mind the Bollocks, Here's the Sex Pistols" de Sex Pistols.
- 10 -  "Appetite For Destruction" de Guns N' Roses.

Também ao longo da carreira do Defalla,  a banda realizou uma série de versões cover de outras bandas como  Beatles, Doors, Led Zeppelin, Red Hot Chilli Peppers, Dead Kennedys, The Prodigy, Raul Seixas e Tim Maia.

## Produções e remixes
Além da produção de álbuns de alguns grupos nacionais como Pavilhão 9, Mundo Livre S.A e Detonautas, realizou remixes de diversos artistas estrangeiros como Gotan Project, Bumblebeez e Don Omar. Seu trabalho enquanto produtor musical lhe rende a participação na iniciativa Toddy + MTV "Produtores Toddy" ao lado de outros produtores brasileiros como Chernobyl e Kuaker.

## Discografia

### Defalla
- Papaparty (1987)
- Its Fucking Boring to Death (1988)
- Screw You(1989)
- We Give a Shit (1990)
- Kingzobullshitbackinfulleffect92 (1992)
- Miami Rock (2000)
- Superstar (2002)
- Monstro (2016)

### Elektra
- Welcome 2 our Infernal Meeting EP (1992)

### Edu K

#### Álbuns
- Meu Nome é Edu K (1995)
- Frenetiko (2006)
- Do The Brega (2013)
- Vacinado no Bum Bum (2022)

#### EPs
- Illegal (2006)
- Headbanger (2008)
- Party Munky (2008)
- Raver Lovin feat. MC Gaff E (2009)
- Boy Lixo (2014)

#### Singles
- Popozuda Rock'n'Roll  (2005)
- Hot Mama (2006)
- Hot Mama & Jece Valadão / Uepa (2006)
- Sex O' Matic(2006)
- Gatas, Gatas, Gatas(2007)
- (Edu K) Me Bota Para Dançar (feat. Marina Vello) (2008)
- Dança da B. Manca (feat. Bonde do Rolê) (2013)

## Álbuns produzidos
- Defalla - Kingzobullshit (co-produção) (1992)
- Edu K - Meu Nome É Edu K (1995)
- Pavilhão 9 - Cadeia Nacional (1997)
- Piveti - Ex Detento (produção)- Rap Nacional (1994)
- P.U.S. - Presets (1997)
- M.R.N - Noite de Insonia (produção)- Rap Nacional (1993)
- Mundo Livre S.A. - Carnaval na Obra (1998)
- Câmbio Negro - Câmbio Negro (1998)
- Funk Fuckers - Bailão Classe A (1998)
- Comunidade Nin-Jitsu - Broncas Legais (1999)
- Defalla - Miami Rock (2000)
- Tiazinha e os Cavaleiros Mascarados - Tiazinha e os Cavaleiros Mascarados  (inédito) (2001)
- Defalla - Superstar (2002)
- Groove James - 001 (2003)
- Defalla - Sodapop (inédito) (2004)
- Detonautas Roque Clube - Psicodeliamorsexo & distorção (2006)
- Edu K - Frenetiko (2007)
- Cachorro Grande - Costa do Marfim (2014)
- Cachorro Grande - Electromod (2016)
- Os Skrotes - Tropical Mojo (2016)

## Remixes
- Chico Science & Nação Zumbi - Maracatu Atômico (Trip Hop Mix) (1996)
- Otto - Bob (Edu K Mix) (2001)
- Sportfreund Stiller - ""54", ""74, ""90 (2006)
- Don Omar - Salio El Sol (Edu K Baile Funk-Remix) (2006)
- Gotan Project - Mi Confesión (Edu K Drop The Bass Remix) (2006)
- Yo Magesty – Club Action (2007)
- Bumblebeez - Dr Love (Edu-K Baile Funk Rave remix) (2007)
- Emily Karpel - Tipa (Edu K Tel Aviv Delight Mix).mp3
- Cowgum - Drugggssszzz (Edu K's Doctor Gonzo Remix) (2008)
- Comunidade Nin-Jitsu - Chuva Nas Calcinha (Edu K remix) (2008)
- La Mode - Salami (Edu K Ham N’ Cheese remix, ft. Barbarella) (2008)
- Acto Yo Age - La Fumo Loco (Edu K Yerba Buena Remix) (2008)
- Nouveau Beats - V.I.P. (2008)
- Larry Tee Ft. Perez Hilton - My Penis (2009)
- Mom & Dad - This Is Shit (2009)
- Appaloosa - The Day (We Fell In Love) (2009)
- Ed Orable Ft. Oh Snap! - Everyone is A DJ (2009)
- Dem Slackers - The Joker (2009)
- Ivan Allard - Bombaclartzzz (2009)
- Straaatch - Kiss Kiss (2009)
- Wongo - Big Jack (2009)
- Bsbtrgdclub - Shu Bawng (2009)
- Mixhell Ft. Oh Snap! & Jen Lasher - Boom Da! (2009)
- Jak-Z - Hurt Me (2009)
- Dev 79 - In Ya Face (2009)

## Participações
- Black Future - Eu Sou o Rio (1988)
- Black Future - No Nights(1988)
- Tayo – Putaria Toda Hora (2006)
- Stereotyp – Jece Valadão (2006)
- Schoenrock - Sacode A Poeira (2007)
- Bonde Do Rolê – Miami Beach (2007)
- Missill – Kebrake (2007)
- Quio – Minha Rima (2007)
- Dev 79  – Heat Reasons (2007)
- Data MC – Balanza (2007)
- Dutch Rhythm Combo - Sounds Of The Caribbean (2008)
- Missill - Targets (2008)
- Crookers - Eu Vou Esculaxá (2008)
- A Fazenda 8 - Participante (15º lugar) (2015)

## Prêmios e indicações

### Prêmio Açorianos
| Ano  | Categoria              | Indicação | Resultado |
| ---- | ---------------------- | --------- | --------- |
| 1992 | Cantor                 | Edu K     | Indicado  |
| 1999 | Produtor               | Edu K     | Venceu    |
| 2000 | Compositor de Pop/Rock | Edu K     | Indicado  |